# Moschea di Santa Sofia (Trebisonda)

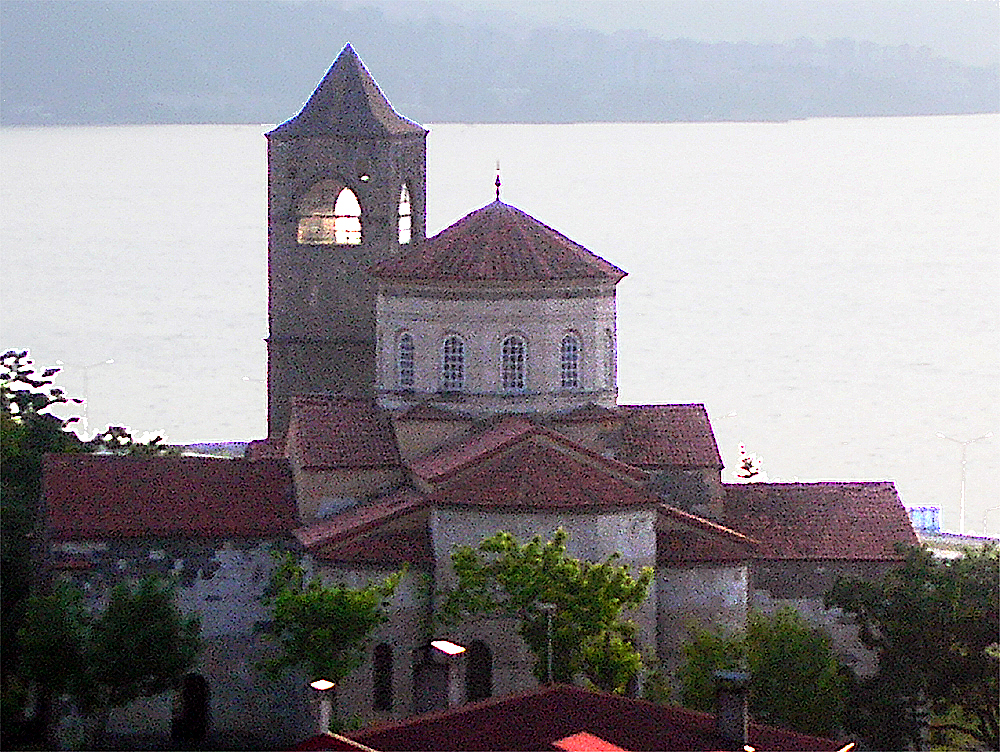
La moschea di Santa Sofia affacciata sul Mar Nero

La Moschea di Santa Sofia (in turco Ayasofya, in greco Ἁγία Σοφία?, Hagia Sophia, "santa (divina) sapienza") è una ex chiesa greco-ortodossa situata a Trebisonda, in Turchia. È una delle poche decine di siti bizantini ancora esistenti nella zona. Si trova vicino alle rive del Mar Nero. È stata descritta come "uno dei migliori esempi di architettura bizantina".

## Storia
Hagia Sophia fu costruita a Trebisonda durante il regno di Manuele I tra il 1238 e il 1263. Le più antiche decorazioni scolpite nelle absidi della chiesa contengono le date 1291 e 1293. Dopo che Maometto II conquistò la città nel 1461, la chiesa fu probabilmente convertita in moschea e i suoi affreschi coperti di pittura bianca. Altri studiosi ipotizzano che non fu convertita fino al 1584, essendo stata risparmiata la trasformazione iniziale perché si trovava diversi chilometri fuori dalle mura della città. Il monastero adiacente continuò ad essere usato dai monaci fino al 1701, quando Tournefort li trovò ancora residenti. È probabile che i monaci abbiano gradualmente abbandonato un edificio che non riusciva a proteggerli dalle vessazioni e dalle predazioni, e che i turchi ne abbiano assunto l'uso senza bisogno di espellerli.
Secondo la tradizione locale, a cavallo del XIX secolo il sito fu utilizzato come ospedale per il colera. Durante la prima guerra mondiale la città fu occupata dall'esercito russo e per la prima volta la chiesa poté essere esaminata dagli archeologi, tra cui Fëdor Ivanovič Uspenskij, e iniziarono alcune pulizie preliminari delle pitture murali. Negli anni '40 si dice che fosse chiusa a chiave e usata come magazzino, ma negli anni '50 era di nuovo in uso come moschea. Nel 1964, fu trasformata in un museo. Tra il 1958 e il 1964 gli affreschi superstiti furono scoperti e la chiesa consolidata con l'aiuto di esperti dell'Università di Edimburgo; un esperto coinvolto nei lavori stimò che non più di un sesto delle decorazioni originali fosse sopravvissuto. Tutto ciò che è sopravvissuto, tuttavia, si pensa che siano lavori originali fatti subito dopo la sua costruzione, e sono considerati parte del "Rinascimento Paleologo" bizantino.
La chiesa di Santa Sofia è un importante esempio di architettura tardo-bizantina, caratterizzata da un'alta cupola centrale e da quattro grandi archi a colonna che sostengono il peso della cupola e del soffitto. Sotto la cupola c'è un pavimento Opus sectile di pietre multicolori. La chiesa è stata costruita con una pianta quadrata a croce, ma con una forma esterna che prende la forma di una croce grazie ai portici nord e sud prominenti. La struttura è lunga 22 metri, larga 11,6 metri e alta 12,7 metri. Gli affreschi della fine del XIII secolo, rivelati durante il restauro dell'Università di Edimburgo, illustrano temi del Nuovo Testamento. I rilievi figurativi esterni in pietra e altri ornamenti sono in linea con le tradizioni locali trovate in Armenia e in Georgia. 24 metri a ovest della chiesa si trova un alto campanile, alto 40 metri. Fu costruito nel 1427 e ospita una piccola cappella al secondo piano. Le pareti interne del campanile sono coperte di affreschi. Era anche usato come osservatorio dagli astronomi locali.

### Conversione in moschea
Nel 2012, la Presidenza degli affari religiosi ha intentato una causa contro il Ministero della Cultura, sostenendo che quest'ultimo aveva "occupato illegalmente" la chiesa per alcuni decenni. Il Diyanet ha vinto la causa e ha ottenuto la proprietà dell'edificio. Il 5 luglio 2013, l'ex chiesa è stata parzialmente convertita in moschea secondo la Direzione locale del Vakif di Trebisonda, che è il proprietario dell'immobile. Sono stati avviati i lavori di ricostruzione, durante i quali alcuni affreschi sono stati velati e il pavimento coperto da un tappeto. Il Muftī della provincia di Trebisonda ha dichiarato che "i lavori per riaprire la moschea di Santa Sofia in città alla pratica della preghiera sono in corso" e ha affermato che "durante la preghiera i dipinti murali saranno coperti da tende". L'ordine degli architetti di Trebisonda ha intentato una causa contro il piano di trasformazione della Presidenza degli Affari religiosi. Un giudice locale ha dichiarato illegale la trasformazione dell'ex chiesa e ha ordinato di mantenerla come museo. Tuttavia, è rimasta una moschea. Tra il 2013 e il 2018 gli affreschi e il mosaico pavimentale in opus sectile della sala di preghiera sono stati coperti da tende e tappeti inamovibili, mentre gli affreschi del nartece sono rimasti scoperti. Durante i lavori di ristrutturazione dal 2018 al 2020 l'edificio è stato chiuso ai visitatori. Un rapporto redatto dal sindacato locale degli architetti ha criticato pesantemente la conversione della moschea del 2013 e un tribunale ha ordinato alla Presidenza degli Affari religiosi di mantenere la promessa e rendere visibili gli affreschi al di fuori dell'orario di preghiera. Nel 2020 è stato installato un controsoffitto retrattile sotto la cupola e un pavimento in vetro sopra il mosaico dell'opus sectile.

## Importanza culturale
Nel romanzo Le torri di Trebisonda di Rose Macaulay, la chiesa occupa un posto di rilievo e ha un'importanza fondamentale per lo sviluppo spirituale del protagonista. "Mi ci volle un po' di tempo per capire l'iscrizione greca, che parlava di salvarmi dai miei peccati, ed esitai a dire questa preghiera, perché non volevo davvero essere salvato dai miei peccati, non per il momento, avrebbe reso le cose troppo difficili e tristi".